# Heinrich Mooshake
Heinrich Mooshake (* 24. Dezember 1836 in Ilsenburg; † 3. Dezember 1914 in Minsleben) war ein deutscher Landwirt, Firmengründer, Großkaufmann, Bankier und Rittergutsbesitzer. Er ließ u. a. die heute als Schlosshotel genutzte, ortsbildprägende Villa in Derenburg erbauen.

## Leben
Er ist der Sohn des Müllermeisters Heinrich Mooshake (1809–1890) aus Benzingerode und nahm eine steile Karriere, die sein Vater tatkräftig förderte. Dieser war von der Getreideerzeugung über die -verarbeitung und Müllerei (er erwarb mehrere Mühlen in der Nähe von Halberstadt) zum Getreidehandel gewechselt, den er seit 1852 in Halberstadt betrieb, nachdem er dort den Gasthof "Deutsches Haus" erworben hatte. 
Nach der Schulzeit war Heinrich Mooshake zunächst einige Zeit als Landwirt in Halberstadt tätig, 1868 gründete er mit seinem Bruder Theodor Mooshake die Getreidegroßhandlung Gebr. Mooshake. Gemeinsam mit ihrem Bruder Otto, dem späteren Begründer der Otto-Mooshake-Stiftung, erweiterten Heinrich und Theodor Mooshake das Geschäftshaus und die Lagerräume der Firma in der Schützenstraße 3–4 in Halberstadt. 
1878 wurde er Mitbegründer des Bankhauses Mooshake u. Lindemann in Halberstadt.
Nachdem Heinrich Mooshake entsprechend finanzstark geworden war, wurde er 1883 Besitzer des Ritterguts Derenburg. Dort ließ er sich ab 1903 im Jugendstil ein neues Herrenhaus errichten, das noch heute mit seinem Garten das Ortsbild am Ortsausgang in Richtung Halberstadt prägt. 
Er heiratete 1862 in Halberstadt Sophie Lüddecke, die jedoch bereits 1896 in Derenburg starb. Ihr 1867 geborener gemeinsamer Sohn Heinrich übernahm das Rittergut Derenburg, das er veräußerte, nachdem er Generaldirektor in Wien geworden war. Die ein Jahr ältere Tochter Emma heiratete den Geheimen Oberbau- und Ministerialrat Walter Hesse in Berlin.
Heinrich Mooshake war Teilhaber der Zuckerfabrik Julius Schliephake & Co in Minsleben, wo er 1914 starb.